# Along Came the Chosen
Albums de Reks
Rekless
(2003)
Singles
1. Skills 101
Sortie : 2000

Along Came the Chosen est le premier album studio de Reks, sorti le 23 octobre 2001.

## Liste des titres
| No  | Titre                                                                                                 | Contient un (des) sample(s) de      | Durée |
| --- | --- | ----------------------------------- | ----- |
| 1.  | Meet Corey Christie                                                                                   |                                     | 2:40  |
| 2.  | You Ain't Never Heard of Me                                                                           |                                     | 3:47  |
| 3.  | To Whom It May Concern                                                                                |                                     | 4:06  |
| 4.  | Fearless                                                                                              | The Storm des San Sebastian Strings | 3:39  |
| 5.  | My City (5)                                                                                           |                                     | 3:58  |
| 6.  | Beantwon to Cali (featuring L Da Headtoucha et Rasco)                                                 |                                     | 3:55  |
| 7.  | Soul of Black Folk                                                                                    |                                     | 3:57  |
| 8.  | Final Hour (featuring Danja Mowf, Esoteric, J-Live, Lonnie B., Pacewon, Shabaam Sahdeeq et Young Zee) |                                     | 5:09  |
| 9.  | Skills 101                                                                                            | It's a New Day des Skull Snaps      | 3:59  |
| 10. | Enemy Killa                                                                                           |                                     | 4:16  |
| 11. | Til Death Do Us (featuring Kiki Breevlife)                                                            |                                     | 3:19  |
| 12. | Skills 201 (featuring Ed O.G. et Lucky Dice)                                                          |                                     | 4:14  |
| 13. | Easy                                                                                                  |                                     | 3:50  |
| 14. | Work (featuring Lucky Dice et Ripshop)                                                                |                                     | 4:01  |
| 15. | Science of Life II (featuring Alias)                                                                  |                                     | 3:47  |
| 16. | Frozen Moments (featuring Lucky Dice)                                                                 |                                     | 3:28  |
| 17. | What You Need (featuring Balistik)                                                                    |                                     | 8:09  |